# نرمیق (سرآب)
نرمیق یکی از روستاهای استان آذربایجان شرقی است که در بخش مرکزی شهرستان سرآب واقع شده‌است.

## جمعیت
این روستا در دهستان ملایعقوب قرار دارد و براساس سرشماری مرکز آمار ایران در سال ۱۳۸۵، جمعیت آن ۳۹۴ نفر (۸۲ خانوار) بوده‌است.

## نگارخانه

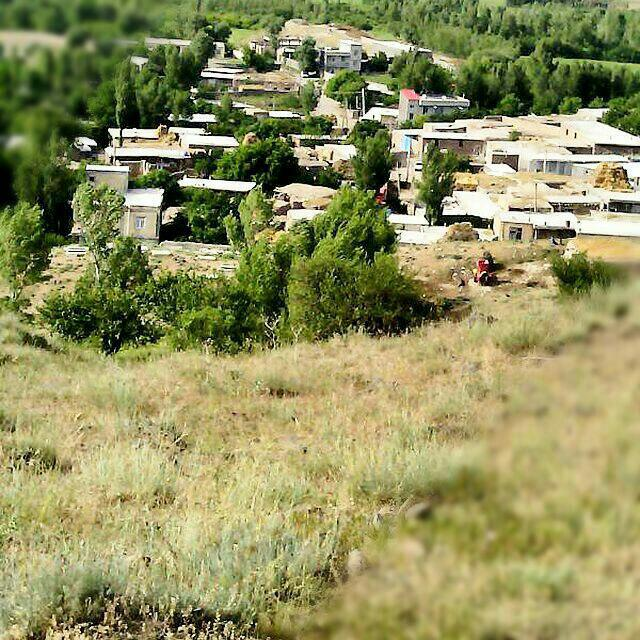
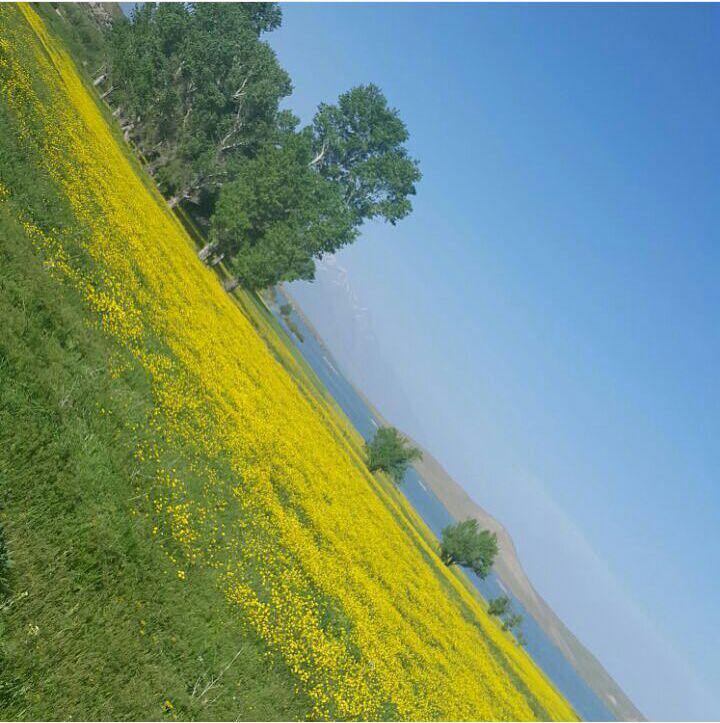
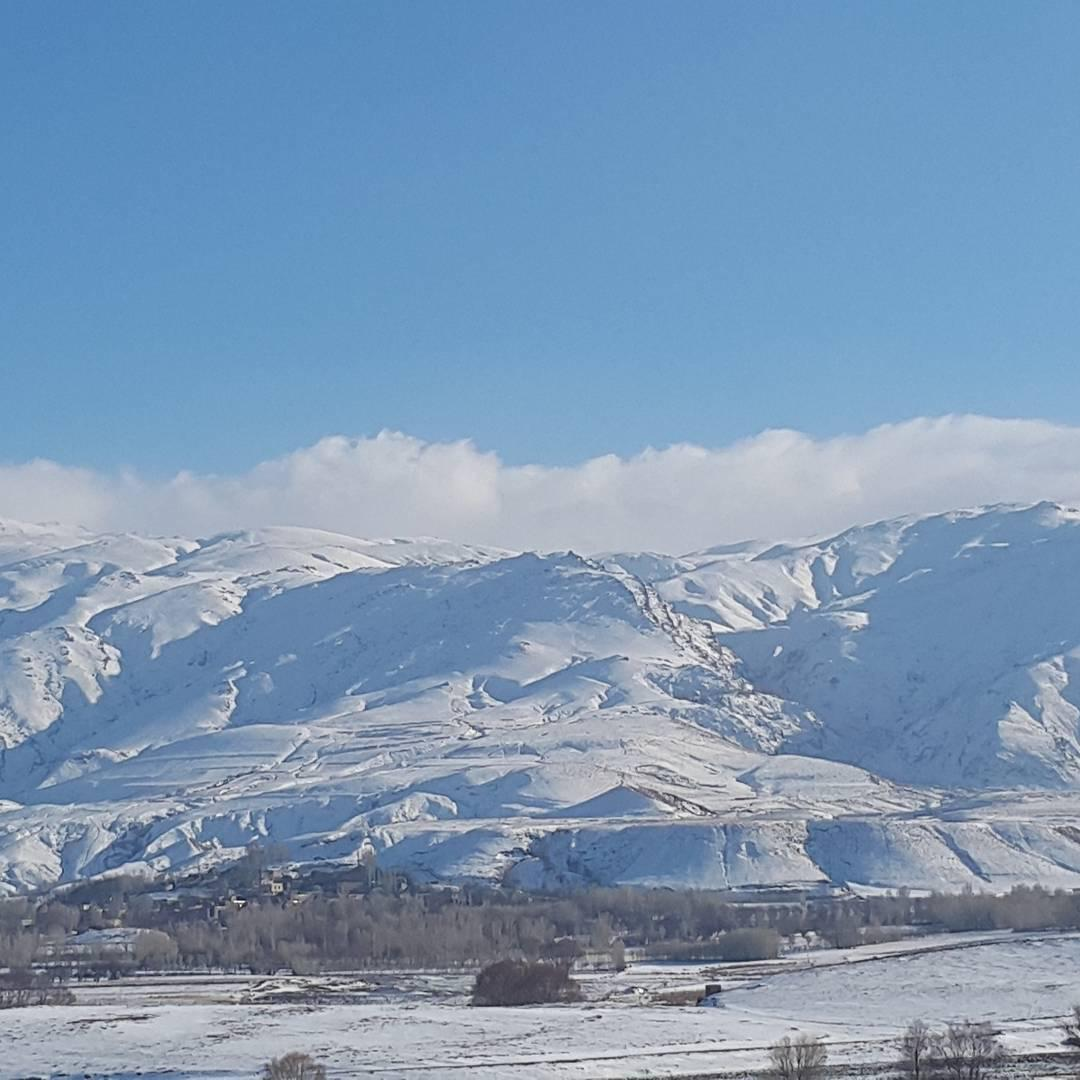
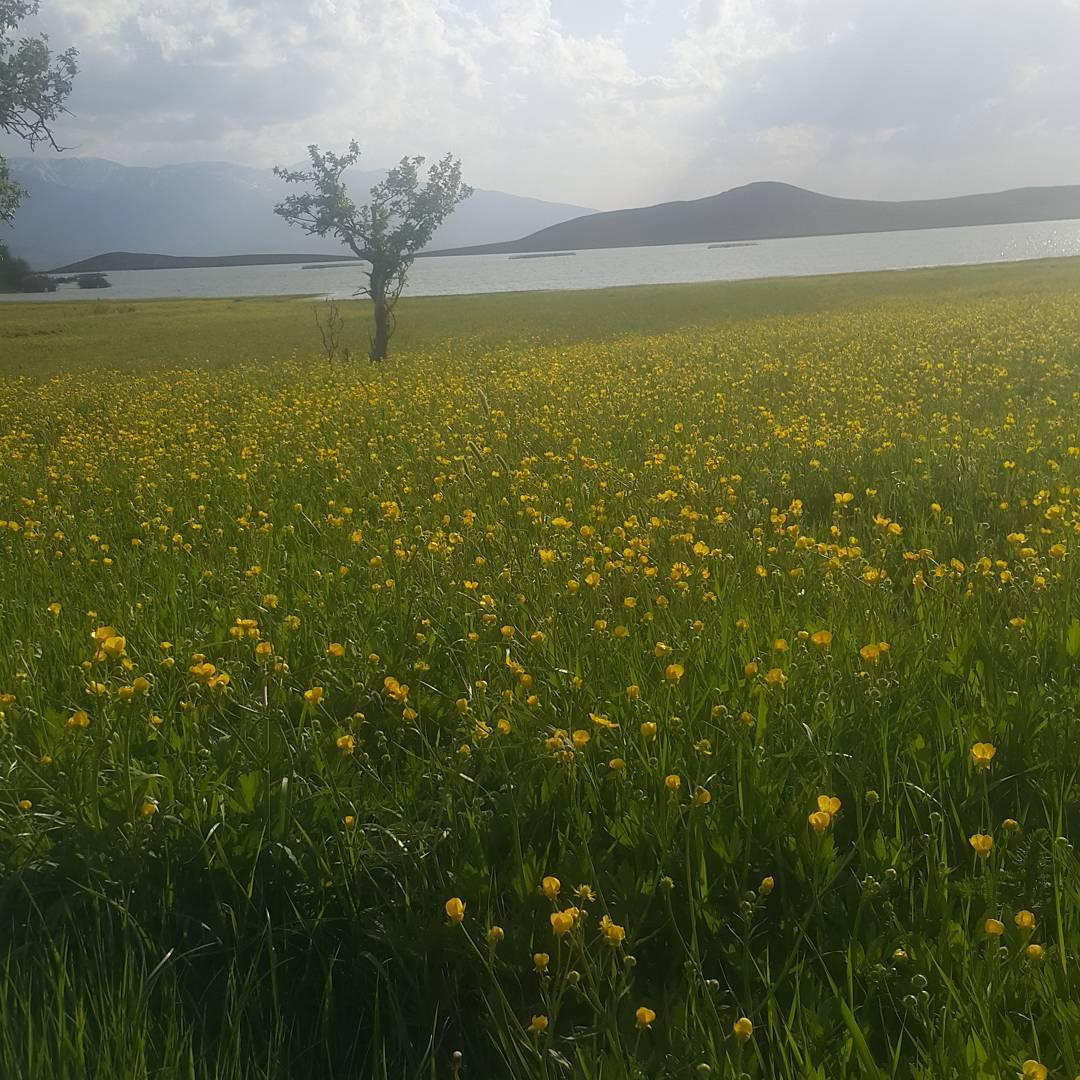
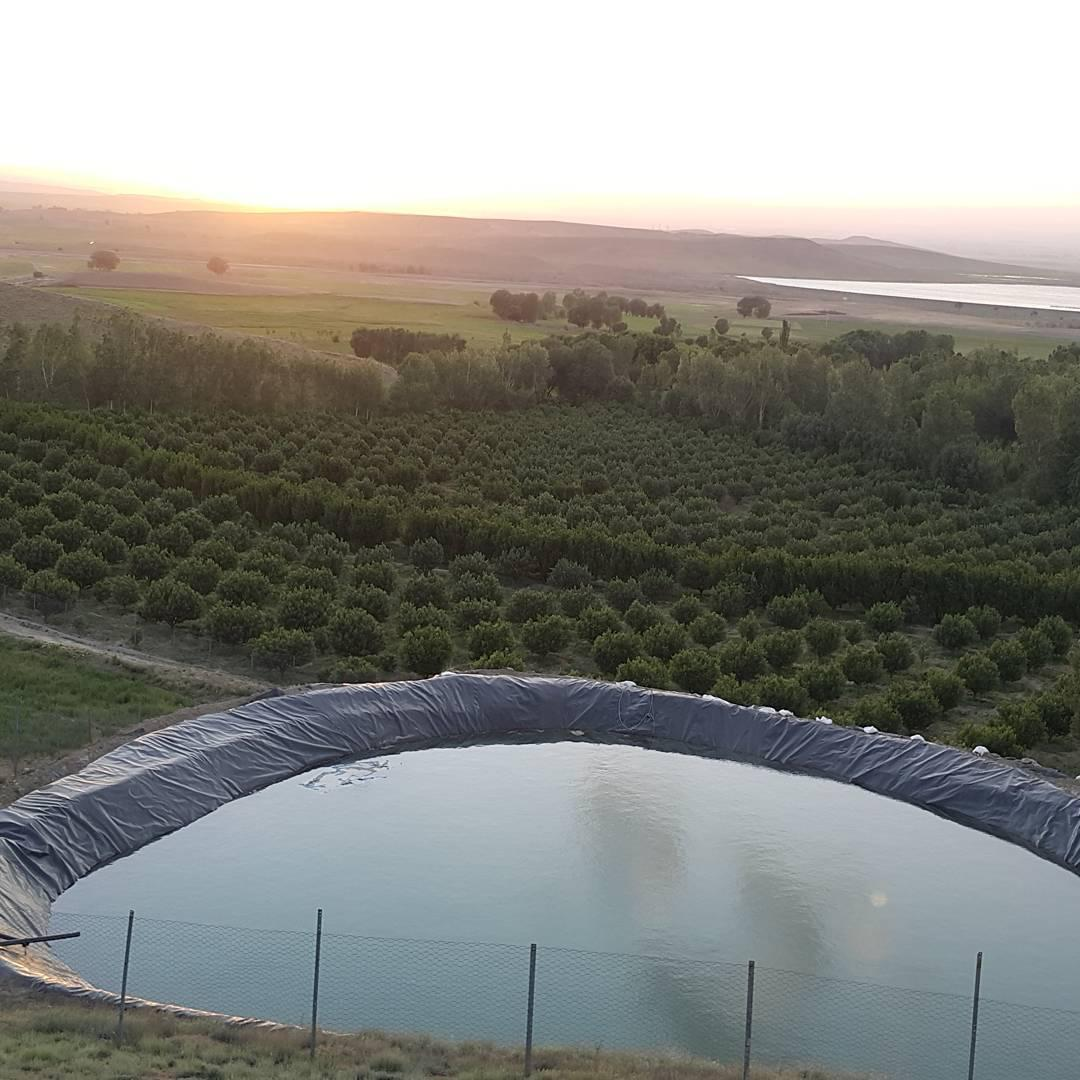
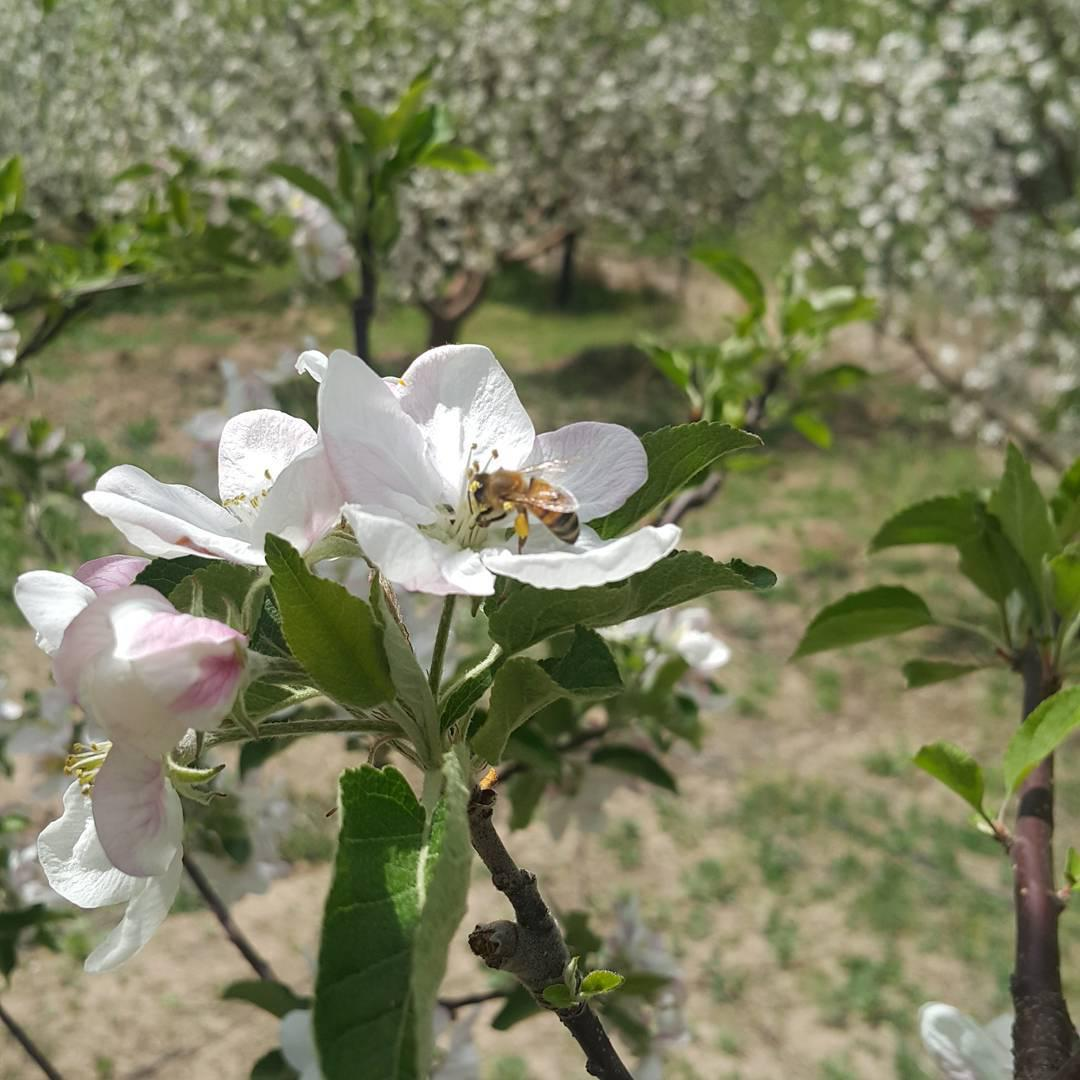
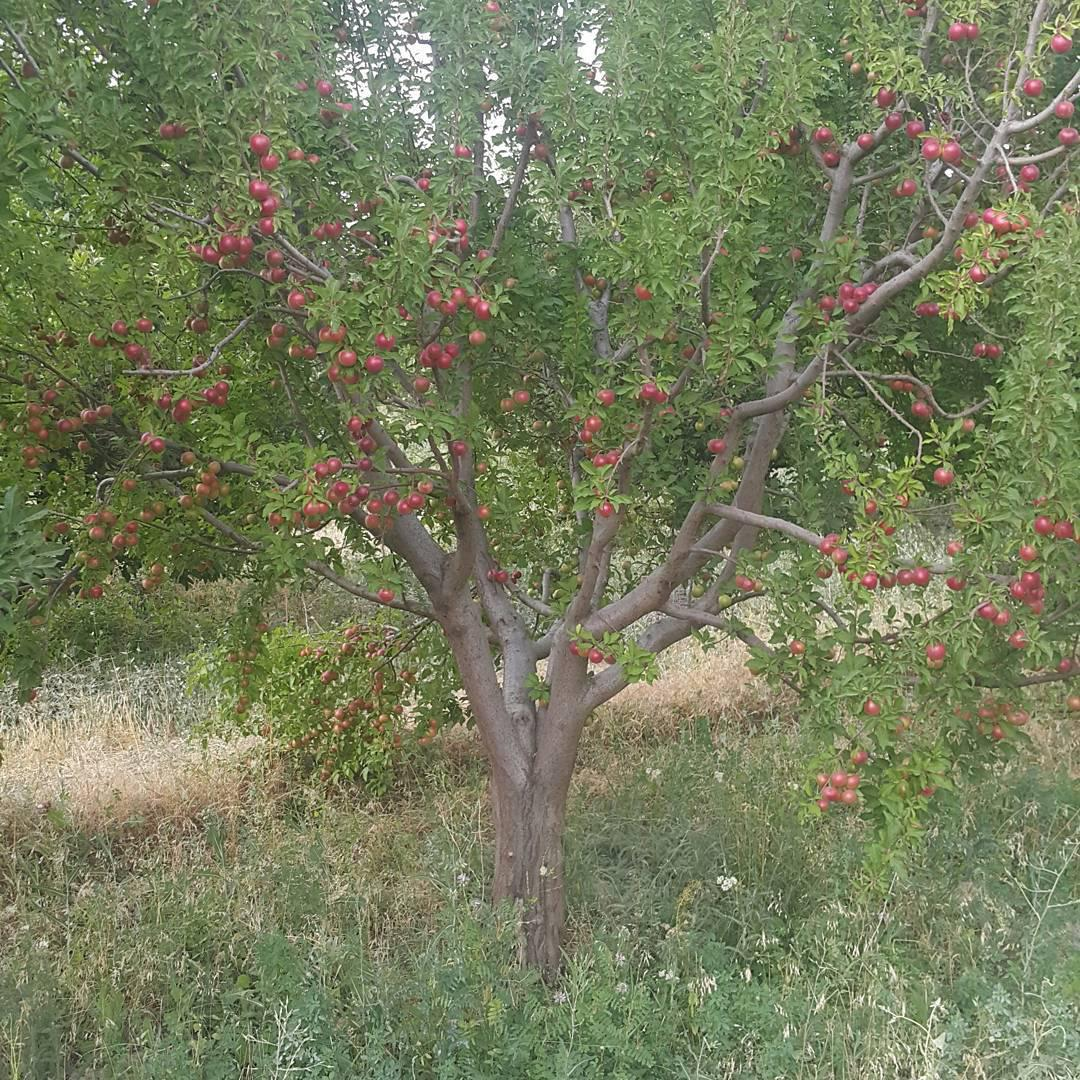